# Lacuna Coil
Lacuna Coil — итальянская готик-рок группа, созданная в Милане в 1994 году.
Прежние названия: Sleep of Right и Ethereal. По словам участников группы, на их творчество оказали сильное влияние такие команды как Paradise Lost, Tiamat, Septic Flesh и Type O Negative.

## История

### Lacuna Coil Ep (1994—1998)
Группа появилась в 1994 году под названием Sleep of Right, но вскоре сменила название на Ethereal. Коллектив в то время состоял из вокалистки Кристины Скаббии, гитариста Клаудио Лео и ударника Леонардо Форти. В 1996 году группа создала демонстрационный альбом Ethereal и разослала его многим европейским звукозаписывающим компаниям. Лучшие условия предложил немецкий лейбл Century Media, с которым в конце 1997 года был заключён контракт. Узнав, что название Ethereal уже используется одной греческой группой, коллектив сменил название на Lacuna Coil (что означает «пустая спираль»).

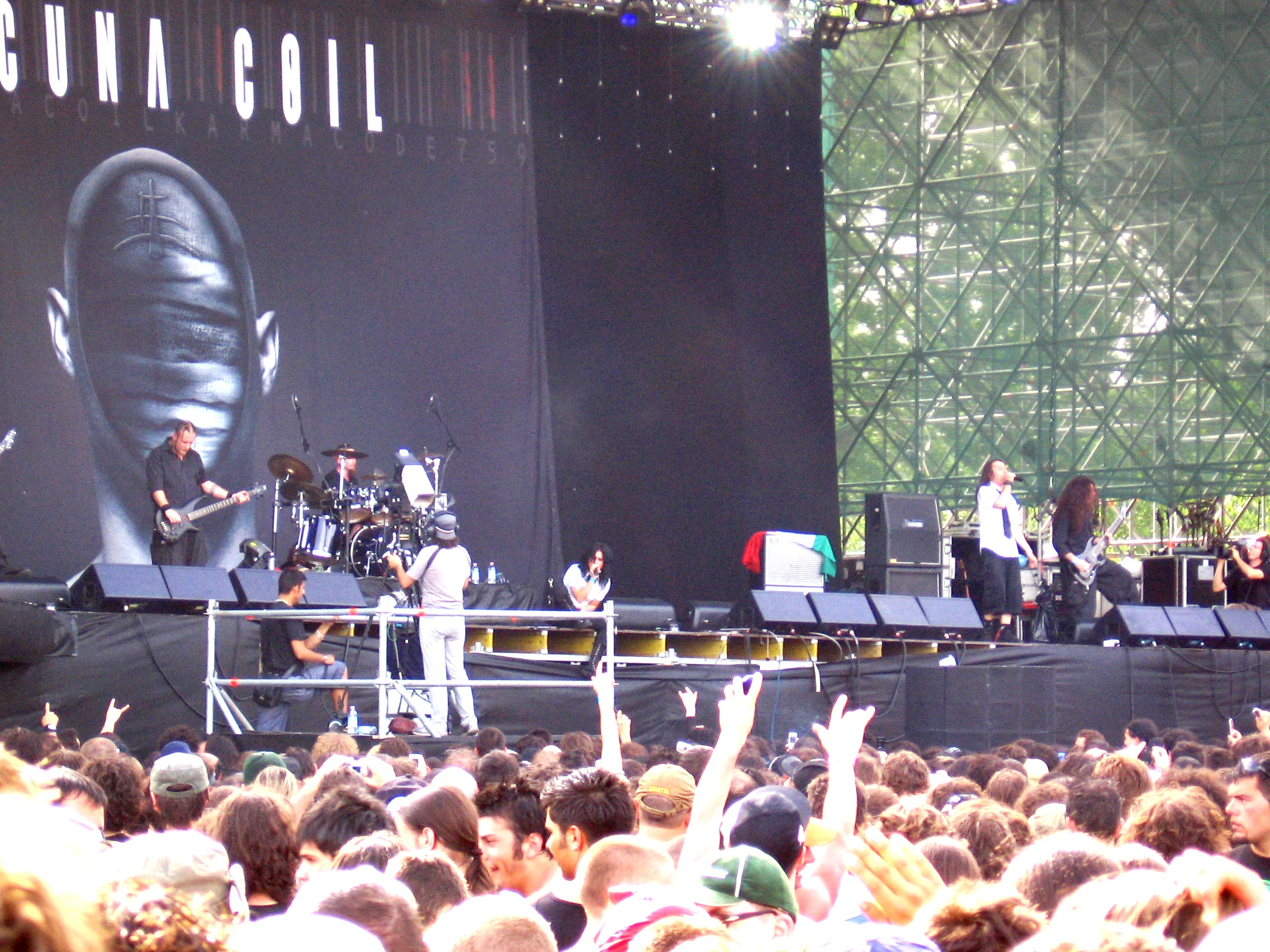
Lacuna Coil выступает на Heineken Jamming Festival 2006

В то время состав группы выглядел так: вокалисты Кристина Скаббия и Андреа Ферро, басист и клавишник Марко Коти Дзелатти. Группа записала EP Lacuna Coil, выпущенный в 1998 году, и отправилась в тур в качестве поддержки коллег по лейблу, португальской группы Moonspell. Для тура группа обзавелась гитаристом Кристиано Мильоре и барабанщиком Кристиано Моццати.

### In a Reverie (1998—2000)

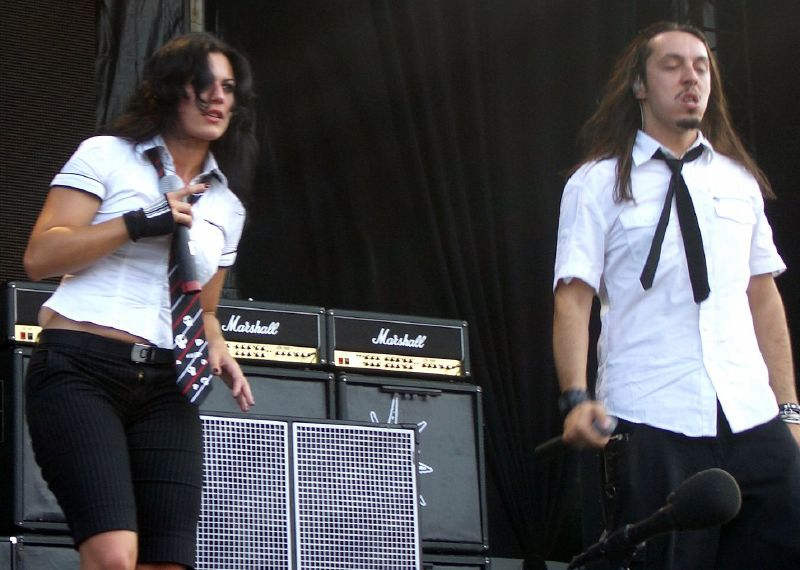
Вокалисты Lacuna Coil, Кристина Скаббия и Андреа Ферро

После второго европейского тура группа записала свой первый полноценный альбом, In a Reverie, а также к коллективу присоединился гитарист Марко Биацци. Allmusic оценил альбом в 4 звезды, говоря, что это был прекрасный дебют. Группа поддержала альбом очередным европейским туром совместно с группой Skyclad.

### Comalies (2002—2006)
В 2002 году группа выпустила альбом Comalies, получивший восторженные отзывы от поклонников готик-метала со всего мира. Через год первый сингл из этого альбома, Heaven's a Lie, стал часто крутиться на радио, что прибавило группе известности и популярности. Второй сингл, Swamped, также стал популярен на радио, а также вошёл в саундтрек компьютерной игры Vampire: The Masquerade - Bloodlines. На обе песни были сняты видеоклипы, которые транслировались на телешоу Headbanger’s Ball канала MTV.

### Karmacode (2006—2008)
К 2004 году альбом Comalies стал самым продаваемым CD в истории лейбла Century Media. В перерывах между турами по Северной Америке и Европе группа участвовала в туре Ozzfest. Набирающая популярность группа объявила о выходе альбома Karmacode в начале 2006 года. Согласно сайту группы поздний выход альбома объясняется более продолжительной работой над ним и желанием не потеряться в потоке вышедших летом 2005 года альбомов других играющих метал-групп. 23 декабря 2005 года на своём сайте группа объявила о завершении работы над Karmacode, который появился на прилавках магазинов США 4 апреля 2006 года. Один из треков альбома, Our Truth, сначала вышел как сингл и вошёл в саундтрек фильма «Другой мир: Эволюция», а клип на эту песню крутился на MTV.
На синглы Our Truth, Closer, Within Me и кавер на песню Depeche Mode Enjoy the Silence были сняты клипы.
Первый live DVD Lacuna Coil- Visual Karma (Body, Mind and Soul) был выпущен в ноябре 2008.

### Shallow Life (2008—2010)
В 2008 году было объявлено, что пятый студийный альбом будет спродюсирован Доном Гилмором, и будет включать в себя некоторые влияния арабской музыки. Говоря об отличии альбома от предыдущего творчества группы, Кристина Скаббия объяснила в интервью журналу Rock Sound:

Он отличается от того, что мы делали раньше, но он в нашем стиле. Мы не сделали ничего, что коренным образом отличалось бы от нашего стиля, потому что это было бы неестественно и жутковато — это были бы не мы. Песни же определённо более мощные, более законченные, более насыщенные, более конкретные.
Оригинальный текст (англ.)It’s different, but it’s our style. We haven’t done anything absolutely different from our style, because that wouldn’t be natural, that would be weird — it wouldn’t be us. The songs are definitely more powerful, more complete, more intense, more straight-to-the-point
— Из интервью журналу Rock Sound
13 декабря 2008 года было объявлено, что альбом будет называться Shallow Life.
В Европе альбом был выпущен 20 апреля 2009 года и 21 апреля в США.

### Dark Adrenaline (2011—2012)
Новый альбом, работа над которым началась с первой половины 2011 года, получил название Dark Adrenaline. 2 сентября 2011 года, было объявлено, что первый сингл Trip the Darkness будет выпущен 17 октября 2011, и альбом выйдет 24 января 2012.. Третий сингл End of Time был выпущен 12 декабря 2012, клип на него был снят в Италии 17 октября 2012.

### Broken Crown Halo (2013)
В сентябре 2013 года группа объявила о начале записи нового альбома с продюсером Джеем Бомгарднером. Lacuna Coil заявили, что новый альбом будет называться Broken Crown Halo и будет выпущен 1 апреля в Северной Америке. 14 февраля 2014 группа объявила на своей странице Facebook, что гитарист Мильоре и барабанщик Моццати решили покинуть группу после 16 лет сотрудничества, аргументируя свой уход личными мотивами. К группе присоединился Райан Фолден (The Agony Scene, Burn Halo, After Midnight Project).

### Delirium (2016)
8 декабря 2015 года группа объявила о записи нового альбома Delirium в BRX Studio в Милане, продюсером записи стал басист группы Марко Коти Дзелати. Новый альбом вышел 27 мая 2016 года. 14 января 2016 года о своём уходе из Lacuna Coil объявил гитарист Марко «Маус» Бияцци., вместо него гитарные партии в альбоме исполнял Марко Коти Дзелати, а также приглашённые гитаристы:
- Диего Каваллотти — гитарное соло в «My Demons», «Ultima Ratio» и дополнительная гитара;
- Марко Баруссо — гитарное соло в «The House of Shame»;
- Майлс Кеннеди — гитарное соло в «Downfall»;
- Алессандро Ла Порта — гитарное соло в «Claustrophobia»;
- Марк Воллелунга — гитарное соло и дополнительная гитара в «Blood, Tears, Dust»

Позже Диего Кавалотти присоединился к группе для выступлений в рамках Delirium World Tour.

## Состав группы

### Текущие участники
- Кристина Скаббия — женский вокал (с 1996)
- Андреа Ферро — мужской вокал (с 1994)
- Марко Коти Дзелати — бас-гитара и клавишные (с 1994)
- Ричард Мейз (с 2019) — ударные

### Бывшие участники
- Марко «Маус» Биацци — гитара (1999—2015)
- Микеланджело Альгарди — ударные, перкуссия (1994)
- Раффаэле Дзагария — гитара (1994—1998)
- Клаудио Лео — гитара (1994—1998)
- Леонардо Форти — ударные (1994—1998)
- Кристиано «Пицца» Мильоре — гитара (1998—2014)
- Кристиано «Криз» Моццати — ударные (1998—2014)
- Райан Блейк Фолден — ударные (2014—2019; 2012—2013 — сессионный музыкант)
- Диего Каваллотти — гитара (2016—2024)

## Дискография

### Альбомы и EP
- Ethereal (Demo) (1996)
- Lacuna Coil (EP, 1998)
- In a Reverie (1999)
- Halflife (EP, 2000)
- Unleashed Memories (2001)
- Comalies (2002) #178 US
- Comalies: Ozzfest Edition (2CD) (2004)
- Karmacode (2006) #28 US
- Shallow Life (2009, 20 апреля) #16 US
- Dark Adrenaline (2012)
- Broken Crown Halo (2014)
- Delirium (2016)[13]
- Black Anima (2019)
- Comalies XX (2022)
- Sleepless Empire (2025)

### Синглы
- Heaven’s a Lie (2002)
- Swamped (2004)
- Our Truth (2006) #40 UK, #36 US Mainstream Rock
- Enjoy the Silence (июнь 2006) #41 UK
- Closer (2006) #5 UK Rock Singles
- Within Me (2007) #44 Italy
- Spellbound (2009)
- I Like It (2009)
- I Won’t Tell You (2010)
- Trip The Darkness (2011)
- Fire (2012)
- End Of Time (2012)
- Nothing Stands In Our Way (2014)
- Die & Rise (2014)
- I Forgive (But I Won’t Forget Your Name) (2014)
- The House Of Shame (2016)
- Delirium (2016)
- Ghost In The Mist (2016)
- Naughty Christmas (2016)
- Layers of Time (2019)
- Never Dawn (2023)
- In The Mean Time (2024)
- Hosting The Shadow (2024)
- Oxygen (2024)
- These Scars Won’t Define Us (Machine Head featuring In Flames, Lacuna Coil & Unearth; 2024)
- Gravity (2025)
- I Wish You Were Dead (2025)

### DVD
- Visual Karma (2008)
- Lacuna Coil - The 119 Show - Live in London (2018)

## В компьютерных играх
Песни группы были использованы в играх The Sims 3 (Kill The Light), Ducati World Championship, Vampire: The Masquerade – Bloodlines (Swamped) и Guitar Hero World Tour (Our Truth), Guitar Hero III: Legends of Rock  (Closer).